# Chance (serie televisiva)
Chance è una serie televisiva statunitense del 2016 sviluppata da Kem Nunn e Alexandra Cunningham per la piattaforma Hulu.
Protagonista della fiction è Hugh Laurie nei panni del neuropsichiatra Eldon Chance.

## Trama
Eldon Chance è un neuropsichiatra di San Francisco da poco divorziato, nonché padre di una figlia adolescente. Il suo lavoro consiste prevalentemente nel rivalutare le diagnosi già effettuate nei confronti di pazienti con disturbi psichici, indirizzando poi questi ultimi verso le più appropriate cure mediche da portare avanti con gli psicoterapeuti suggeriti. Ne consegue che il suo rapporto con i pazienti non è duraturo, tuttavia quando nel suo studio incontra Jaclyn Blackstone si ritrova presto sempre più coinvolto con la paziente mettendo a rischio la sua stessa vita. La donna è infatti vittima di abusi domestici da parte del marito violento che l'hanno portata ad accusare perdite di memoria e il potenziale sviluppo di una doppia personalità. Chance la indirizza verso l'amica psicoterapeuta Suzanne Silver, ma quando il marito che aveva cercato di lasciare la raggiunge in città la costringe ad abbandonare le cure mediche. Chance non ha tuttavia intenzione di abbandonare la paziente, nonostante sia portato a sospettare che il suo sposo possa aver ucciso la precedente psicoterapeuta della moglie.

## Episodi
| Stagione         | Episodi | Pubblicazione USA | Prima TV Italia |
| ---------------- | ------- | ----------------- | --------------- |
| Prima stagione   | 10      | 2016              | 2017            |
| Seconda stagione | 10      | 2017              | 2018            |

## Personaggi e interpreti

### Personaggi principali
- Eldon Chance, interpretato da Hugh Laurie.
È il neuropsichiatra protagonista della serie.
- D, interpretato da Ethan Suplee.
È un operaio presso un negozio di mobili pregiati che ha occasione di lavorare per il protagonista.
- Jaclyn Blackstone, interpretata da Gretchen Mol.
È una paziente del dottor Chance che soffre gli abusi del marito che ha invano cercato di abbandonare.
- Nicole Chance, interpretata da Stefania LaVie Owen.
È la figlia del dottor Chance.
- Raymond Blackstone, interpretato da Paul Adelstein.
È il marito violento di Jaclyn, nonché detective di polizia.
- Ryan Winter, interpretato da Paul Schneider (stagione 2).
 Milionario e filantropo, in realtà è uno psicopatico serial killer

### Personaggi secondari
- Carl, interpretato da Clarke Peters.
È il proprietario del negozio di mobili antichi a cui si rivolge Chance per vendere una preziosa scrivania.
- Lucy, interpretata da Greta Lee.
È l'assistente che lavora presso lo studio del dottor Chance.
- Suzanne Silver, interpretata da Lisa Gay Hamilton (stagione 1).
È una psicoterapeuta che spesso collabora con Chance.
- Christina Chance, interpretata da Diane Farr.
È l'ex moglie di Chance.

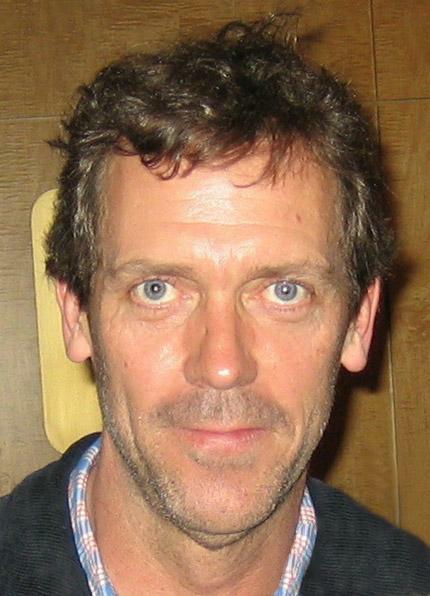
Hugh Laurie
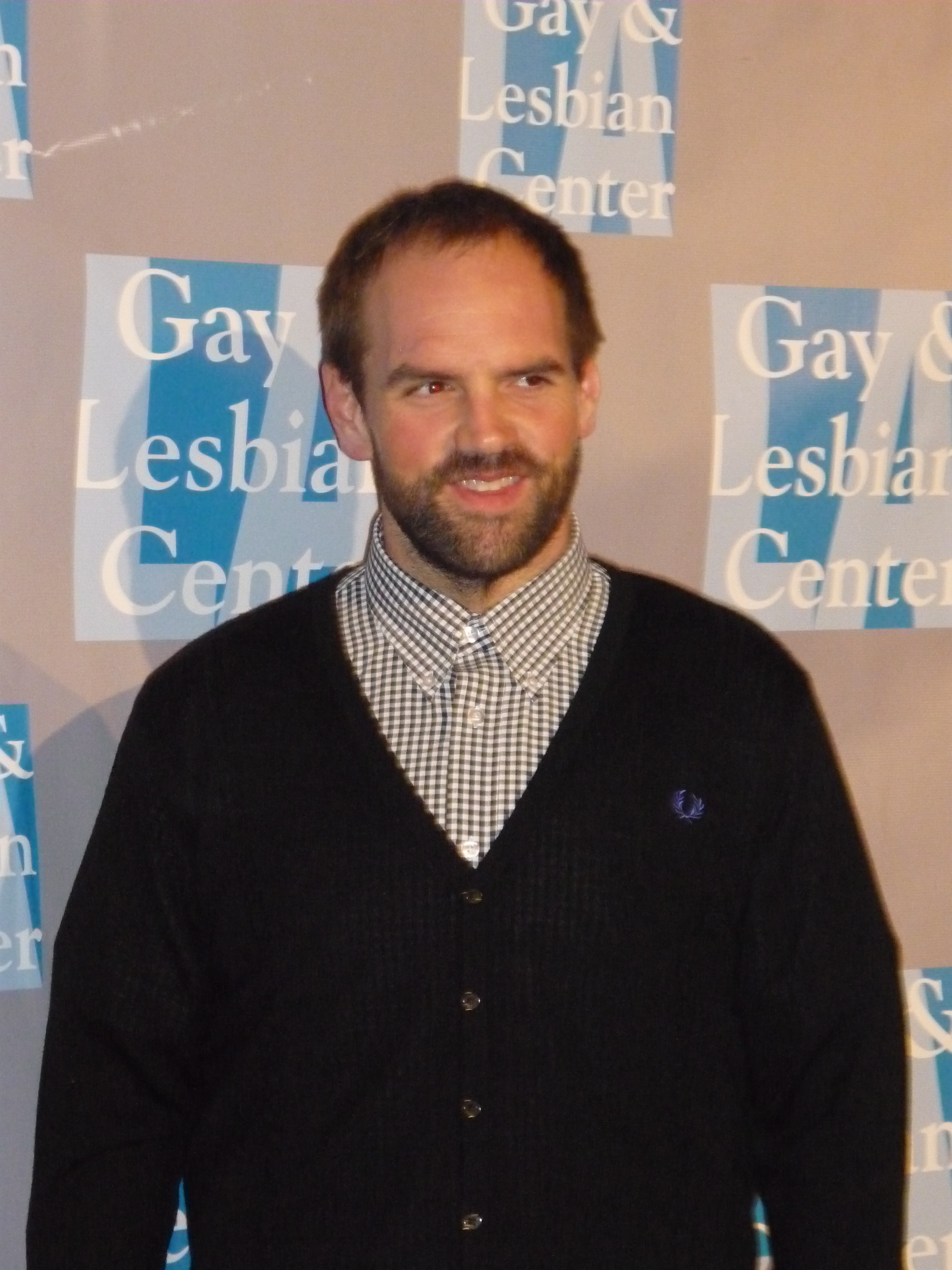
Ethan Suplee
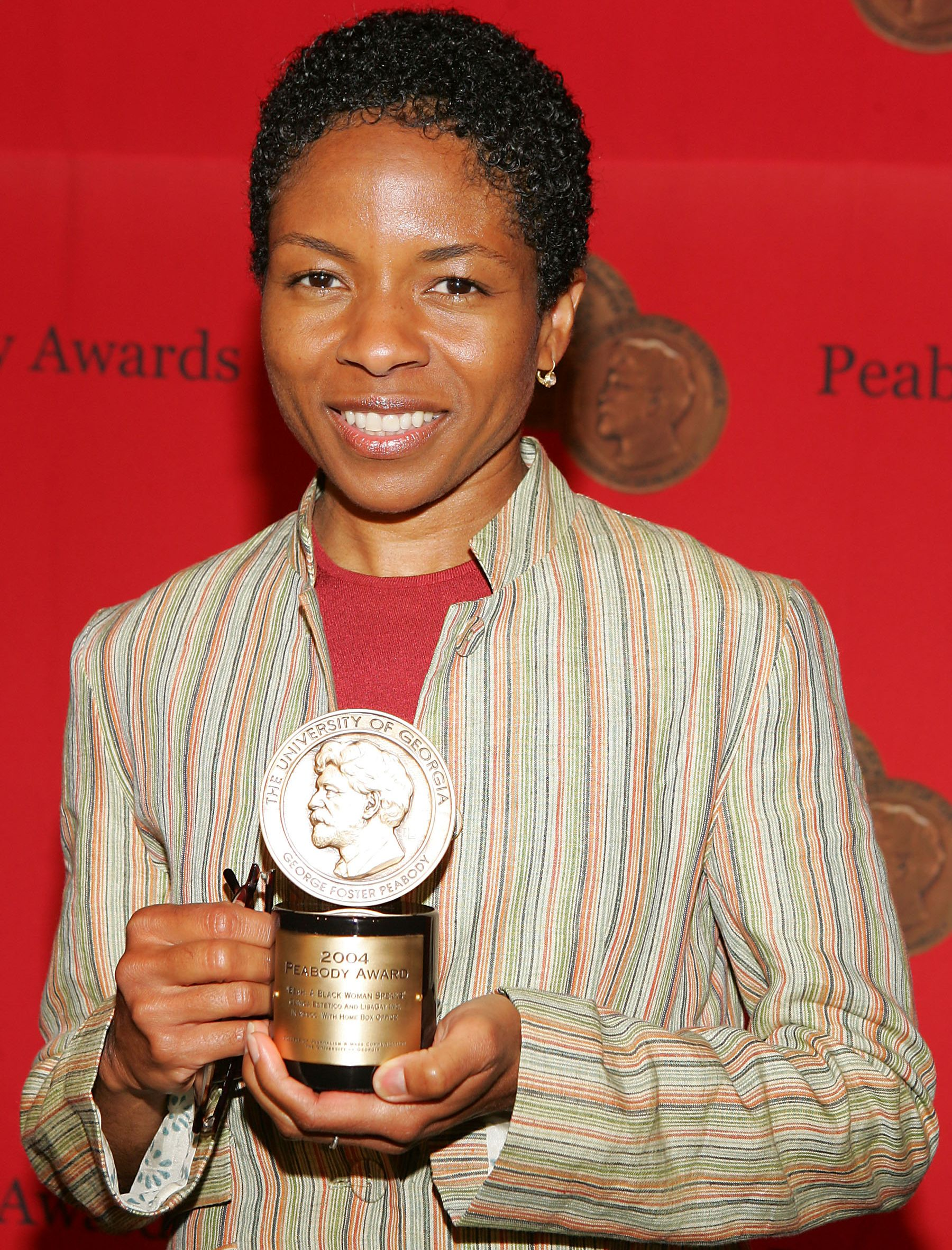
Lisa Gay Hamilton
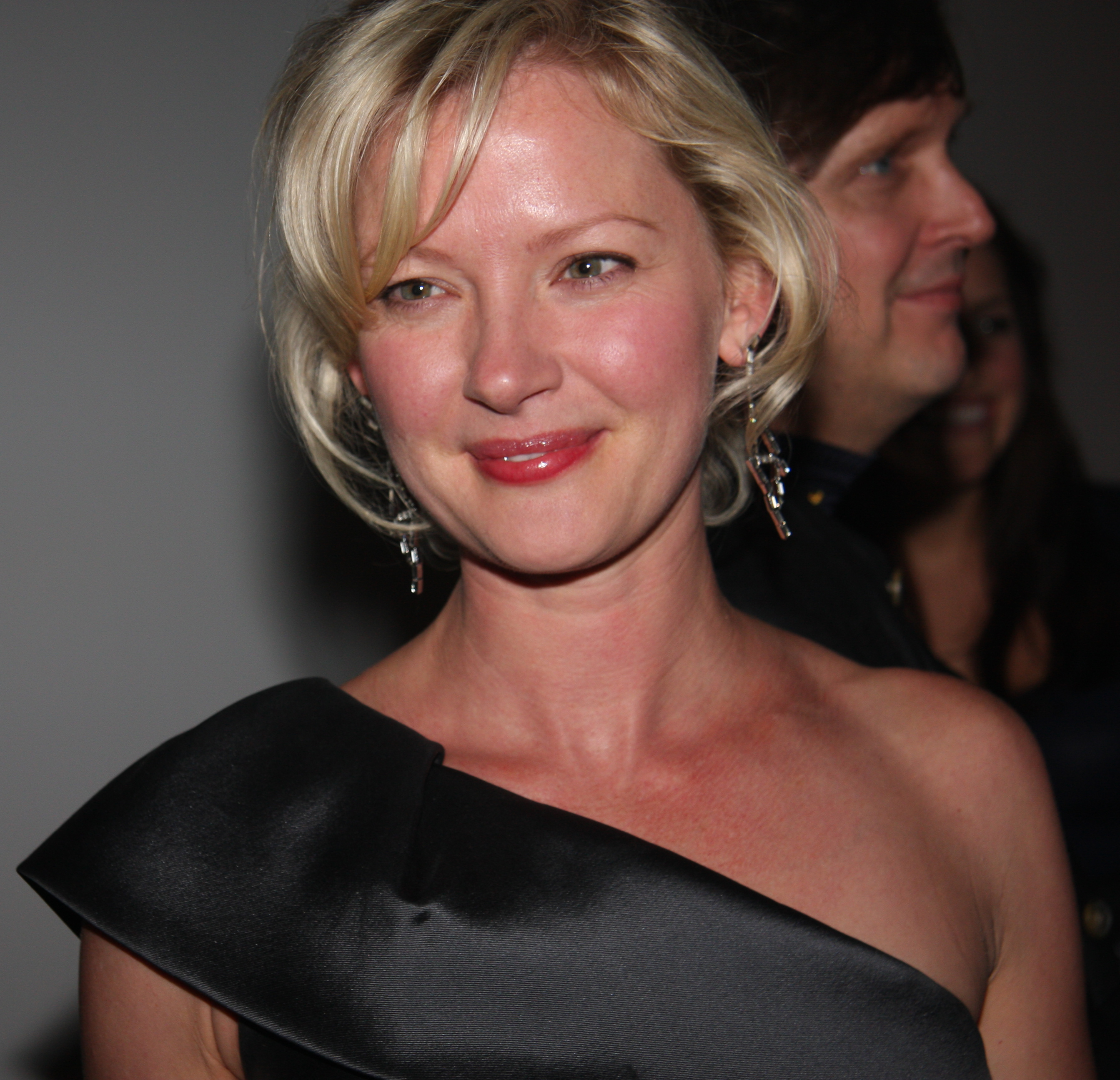
Gretchen Mol
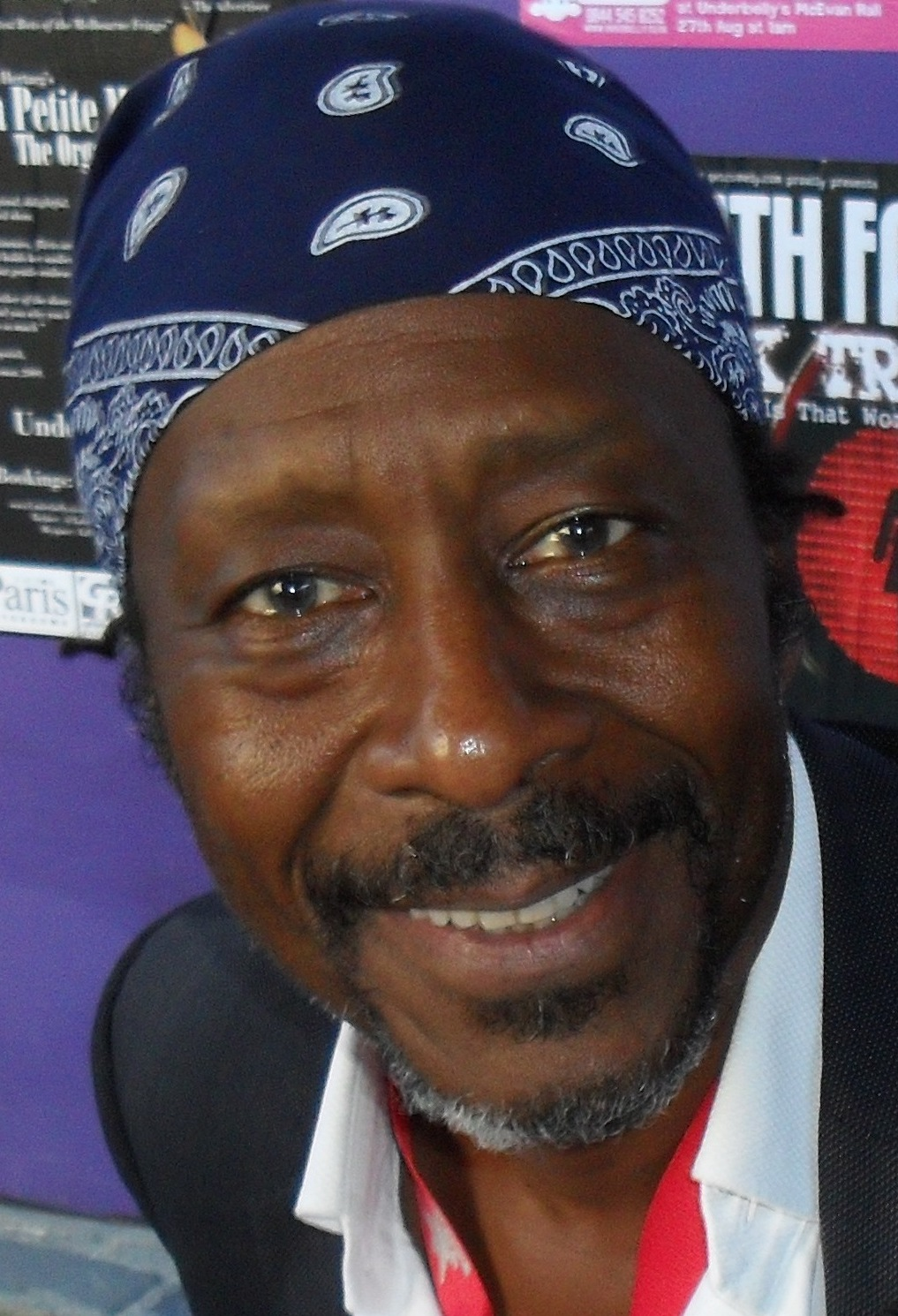
Clarke Peters

## Produzione
Chance è basata sull'omonimo romanzo di Kem Nunn pubblicato nel 2014. La stessa Nunn iniziò a lavorare a un adattamento televisivo subito dopo la pubblicazione del libro insieme a Alexandra Cunningham, poi designata showrunner della serie. Oltre che ideatrici, le due autrici sono accreditate anche tra i produttori esecutivi insieme a Brian Grazer, Michael London, il protagonista Hugh Laurie e Lenny Abrahamson, quest'ultimo regista di diversi episodi della serie.
La produzione della serie venne annunciata ufficialmente il 6 gennaio 2016, quando Hulu commissionò la produzione di due stagioni da dieci episodi ciascuno a seguito dell'ingaggio di Hugh Laurie, definitivamente convinto dai produttori dopo diciotto mesi di "corteggiamento". Tra i mesi di febbraio e aprile 2016 furono ingaggiati anche Lisa Gay Hamilton, Stefania LaVie Owen, Greta Lee, Gretchen Mol, Paul Adelstein, Diane Farr, Ethan Suplee e Clarke Peter.
La colonna sonora è curata da Will Bates, mentre il tema musicale della sigla è di Bear McCreary. Ambientata e girata a San Francisco, ha esordito il 21 ottobre 2016.
Il 9 gennaio 2018, Hulu, cancella la serie dopo due stagioni.